# Prodasineura flammula
Prodasineura flammula – gatunek ważki z rodziny pióronogowatych (Platycnemididae). Endemit Borneo; jest znany jedynie z okazu typowego – samca odłowionego w Sangkulirang we wschodniej części wyspy. Niektórzy autorzy przypuszczają, że takson ten powinien być traktowany jako młodszy synonim Prodasineura dorsalis.